# Longparish
Longparish est un village et une paroisse civile du Hampshire, en Angleterre. Il est situé sur les berges de la Test, à une dizaine de kilomètres à l'est de la ville d'Andover. La paroisse civile, qui comprend les hameaux de East Aston, Forton, Middleton et West Aston, relève administrativement du district de Test Valley et comptait 716 habitants au recensement de 2011.